# Чёрный аист (отряд)
«Чёрный аист» или «Чёрные аисты» — диверсионно-истребительный отряд афганских моджахедов, предводителем которого были, по разным источникам, Хаттаб, Хекматиар, Усама бен Ладен. Однако по информации из других источников, «Аисты» формировались из сотрудников пакистанского спецназа. По третьей версии, «Чёрные аисты» (Чохатлор) — это военные подразделения из преступников, с точки зрения мусульманской религии.

## Одна из версий
«Чёрный Аист» — подразделение специального назначения, было создано в период Афганской войны рядом спецслужб Пакистана и других заинтересованных стран из числа афганских моджахедов (уроженцев Саудовской Аравии, Иордании, Египта, Ирана, Пакистана, Синьцзян-Уйгурского автономного района КНР) и иностранных наёмников. За редким исключением (в лице инструкторов) — все члены «Чёрного Аиста» были приверженцами фундаментального ислама.[значимость факта?]
Члены «Чёрного Аиста» были хорошо подготовленными военными специалистами, профессионально владеющими различными видами вооружения, средствами связи, знанием топографических карт. Хорошо ориентировались на местности, были неприхотливы в быту. Каждый «аист» одновременно исполнял обязанности радиста, снайпера, минера и т. д. К тому же бойцы этого спецподразделения, созданного для проведения диверсионных операций, владели почти всеми видами стрелкового оружия.
Отряды располагались в приграничных с Пакистаном и Ираном провинциях афганского высокогорья, на базах и укрепрайонах афганских моджахедов.
Принимали активное участие в организации засад на подразделения советских войск:
- Бой у кишлака Хара — гибель 1-го батальона 66 ОМСБр в ущелье Хара провинции Кунар — 11 мая 1980 г.
- Гибель Мараварской роты в провинции Кунар 1-й роты 334-го отряда спецназ 15 ОбрСпН ГРУ ГШ — 21 апреля 1985 г.
- Бой 4-й роты 149-го мотострелкового полка у кишлака Коньяк в провинции Кунар — 25 мая 1985 г.
- Овладение укрепрайоном «Кокари — Шаршари» Операция «Западня» провинция Герат — 18-26 августа 1986 г.
- Бой у высоты 3234 у кишлака Алихейль провинции Пактия

## Альтернативное мнение
Линия Дюранда, по настоящее время разделяющая два центрально-азиатских государства ещё со времён Британской Индии, фактически является границей между исламскими республиками Пакистан и Афганистан. В силу вековых исторических процессов и своего высокогорного рельефа считается весьма условной. Официальный Кабул и Исламабад имеют разные точки зрения относительно её точного прохождения.
Частями и соединениями ОКСВА в период с 1980—1988 гг. в данной территориальной зоне проводились различные по масштабу боевые действия по ликвидации инфраструктуры многочисленных вооружённых формирований моджахедов (в частности и в ходе Кунарских общевойсковых операций), захвату укрепрайонов, опорных пунктов и перевалочных баз.
Пакистанские пограничники, носившие в ту пору чёрную униформу, дислоцировали свои сторожевые заставы в максимальной близости к месту проведения данных военных мероприятий и находились в постоянной боевой готовности. Профессионально подготовленные, они действовали слажено, чётко взаимодействуя с приданной для особых случаев армейской артиллерией. Нередко, в случаях, когда советские подразделения осуществляли военные действия на приграничной с Пакистаном территории, сопредельная сторона оценивала сложившуюся обстановку как возникшую внешнюю угрозу своей национальной безопасности. В ряде случаев, ситуация оценивалась как фактическое нарушение государственной границы ИРП иностранными войсками (ОКСВА), базирующимися на афганской территории, и тогда в ход шли ставшие мифическими «Чёрные аисты», — пакистанские военнослужащие в пресловутой чёрной униформе. Позиция пакистанской стороны основывалась на следующем: зона боевых действий между афганскими моджахедами и подразделениями ОКСВА, носившая кочующий характер, на военных картах сопредельных государств имеющих существенные расхождения, смещалась вглубь территории ИРП, тем самым предусматривая законное, в соответствии с международным правом, применение пакистанской стороной военной силы.
Позже, начиная с 1985 года во избежание международного скандала в связи со случаями приграничных столкновений с регулярными частями Исламской Республики Пакистан, командование ОКСВА предпочло уклоняться от ведения активных боевых действий в 5-километровой зоне афгано-пакистанской границы. Данный запрет в силу разных причин советскими подразделениями иногда нарушался.